# Сеул-Реискос-парк
«Сеул-Реискос-парк» или, дословно, «Сеульский ипподром» (кор. 경마공원역) — подземная станция Сеульского метро на ветке Квачхон Четвёртой линии. Она представлена двумя боковыми платформами. Станция обслуживается корпорацией железных дорог Кореи (Korail). Расположена в квартале Квачхон-дон (адресː 646 Gwacheon-dong) города Квачхон (провинция Кёнгидо, Республика Корея). На станции установлены платформенные раздвижные двери.
Станция получила название из-за расположенного поблизости Сеульского ипподрома (Seoul Race Park). Также недалеко от станции расположен гольф-клуб.
Пассажиропоток — 4793 человека в день (на 2006 год).
Станция была открыта 1 апреля 1994 года.
Это одна из 8 станций ветки Квачхон (Gwacheon Line) Четвёртой линии, которая включает такие станцииː Сонбави, Сеул-Реискос-парк, Сеул-Гранд-парк, Квачхон, Административный комплекс Квачхона, Индоквон, Пёнчхон, Помке. Длина линии — 11,8 км.